# Ray Dolby

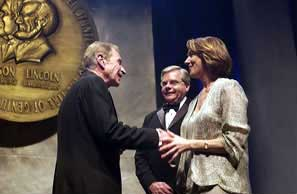
Ray Dolby (links) ontvangt een ereteken van de National Inventors Hall of Fame in 2004.

Ray Milton Dolby (Portland (Oregon), 18 januari 1933 – San Francisco, 12 september 2013) was een Amerikaans ingenieur en uitvinder van het naar hem vernoemde ruisonderdrukkingssysteem: Dolby Noise Reduction, dat met name ontwikkeld is door zijn bedrijf Dolby Laboratories, waarvan hij de oprichter en voorzitter was.

## Biografie
Hoewel geboren in Oregon, groeide Dolby op in San Francisco. Zijn vader was Earl Milton Dolby, een uitvinder. Ray werd al op jonge leeftijd door geluid geïntrigeerd. Negen jaar oud bouwde hij een eigen morsezender/ontvanger en raakte al doende gefascineerd door de geluidstechniek. Eigenlijk wilde hij cameraman worden. Via een vakantiebaantje kreeg hij als zestienjarige parttime werk bij Ampex, waar hij van 1949 tot 1952 aan verschillende projecten werkte. In 1952 was hij verantwoordelijk voor de ontwikkeling van elektronische componenten van het Ampex video-opnamesysteem, die bijdroegen tot de introductie van de eerste Ampex Quadruplex-videorecorder (VR-1000).
Intussen studeerde hij ook aan de San José State University, later aan de Stanford Universiteit. Hier haalde hij in 1957 zijn bachelor elektrotechniek. Aansluitend won hij een Marshall Scholarship, waarmee hij ging studeren aan de Universiteit van Cambridge in Groot-Brittannië. Aan deze universiteit ontmoette hij zijn vrouw Dagmar. In 1961 ontving hij zijn doctorsgraad (Ph.D.) in de natuurkunde en werd hij gekozen tot Fellow of Pembroke College.
Na Cambridge trad Dolby op als technisch adviseur voor de Verenigde Naties (UNESCO) in India. In 1965 keerde hij terug naar Engeland waar hij in Londen, met vier werknemers, Dolby Laboratories startte. Datzelfde jaar nog vond hij officieel het Dolby Sound System uit (Dolby A), waar hij pas vier jaar later (1969) in de Verenigde Staten octrooi op aanvroeg. Zijn geluidsuitvindingen verkocht hij alleen onder licentie, eerst aan platenlabels, later ook aan producenten van opnameapparatuur en films. Het monosysteem Dolby A werd in 1965 voor het eerst toegepast door het Britse platenlabel Decca Records. De eerste film met Dolby-geluid was A Clockwork Orange van Stanley Kubrick uit 1970. In 1975 volgde het Dolby-stereosysteem (Dolby-S). Dolby verhuisde in 1976 naar San Francisco, waar hij zijn bedrijf verder uitbouwde met onderzoekscentra, fabricagefaciliteiten en kantoren. Dit resulteerde in de ontwikkeling van Dolby Surround (1982) en Dolby Digital (1991). Met zijn bedrijf werd hij multimiljonair. Dolby was lid van de Audio Engineering Society.
Dolby was getrouwd met Dagmar. Samen hadden zij twee zoons, Tom (filmmaker, producer, auteur) en David, en vier kleinkinderen. Ray Dolby leed aan de ziekte van Alzheimer. Hij overleed in 2013, 80-jaar oud, aan leukemie.

## Erkenning
- 1971 – AES Silver Medal[5]
- 1983 – SMPTE Progress Medal For his contributions to theater sound and his continuing work in noise reduction and quality improvements in audio and video systems and as a prime inventor of the videotape recorder[6]
- 1985 – SMPTE Alexander M. Poniatoff Gold Medal
- 1986 – Officier in de Orde van het Britse Rijk
- 1992 – AES Gold Medal[5]
- 1997 – U.S. National Medal of Technology and Innovation
- 1997 – IEEE Masaru Ibuka Consumer Electronics Award[7]
- 1999 – Eredoctoraat van de University of York
- 2000 – Eredoctoraat (Science degree) van Cambridge University
- 2003 – Charles F. Jenkins Lifetime Achievement Award van de Academy of Television Arts and Sciences[8]
- 2004 – Opgenomen in de National Inventors Hall of Fame en de Consumer Electronics Hall of Fame
- 2010 – IEEE Edison Medal
- 2015 – Postuum toegekende ster op de Hollywood Walk of Fame

Vanuit de film- en amusementswereld sleepte Dolby twee Oscars (film), een Grammy (muziek) en dertien Emmy Awards (televisie) in de wacht.
- 1979 – 51ste Oscaruitreiking – Academy Award, Scientific or Technical (Scientific and Engineering Award)
- 1989 – 61ste Oscaruitreiking – Academy Award, Scientific or Technical
- 1989 – Emmy Award van de National Academy of Television Arts and Sciences (NATAS)
- 1995 – Special Merit/Technical Grammy Award van de National Academy of Recording Arts and Sciences (NARAS)